# Roberto Ottaviano
Roberto Ottaviano (* 21. Dezember 1957 in Bari) ist ein italienischer Jazz-Saxophonist und Komponist.

## Biographie
Roberto Ottaviano lernte autodidaktisch zunächst Schlagzeug und Flöte, hatte danach aber fünf Jahre Klarinetten-Unterricht am Konservatorium in Bari. Unter dem Einfluss der Musik von Lester Young und John Coltrane lernte er dann das Saxophon. Nach seiner Schulzeit in Perugia schlossen sich erste Sessions mit Evan Parker und Jimmy Giuffre an. Er studierte Harmonielehre und klassische Komposition bei Walter Boncompagni, hatte außerdem Kurse bei Giacomo Manzoni und Luigi Nono. Angeregt durch eine Begegnung mit Steve Lacy konzentrierte er sich in den 1980er Jahren auf das Sopransaxophonspiel.
Während eines Amerika-Aufenthaltes studierte er auch bei Ran Blake, Bill Russo und George Russell Arrangement und Jazzkomposition. Erste musikalische Erfahrungen mit afroamerikanischer Musik sammelte Ottaviano in einer lokalen Big Band  mit gastierenden amerikanischen Musikern wie Buck Clayton, Ernie Wilkins, Benny Bailey und Sal Nistico; später wurde er Mitglied des Mitteleuropa Orchestra von Andrea Centazzo, in dem er Gianluigi Trovesi, Theo Jörgensmann, Franz Koglmann, Carlo Actis Dato, Radu Malfatti und Carlos Zingaro begegnete.
Ottaviano wurde außerhalb Italiens bekannt durch seine Mitwirkung an Plattensessions in den 1980er Jahren von Franz Koglmann, Georg Gräwe, Ran Blake und Tiziana Ghiglioni. 1983 nahm er sein erstes Album (Aspects) unter eigenem Namen für Tactus Records auf; in seiner Band spielten Giancarlo Schiaffini, Paolo Fresu und Carlo Actis Dato. 1986 bildete er mit Arrigo Cappellatti ein Quartett, 1987 nahm er mit Ray Anderson als Gastmusiker das Album The Leap auf. Inzwischen hat Ottaviano mehr als zehn Alben veröffentlicht, vor allem auf dem Splasc(h)-Label. 1988 gründete er das Bläser-Ensemble Six Mobiles, mit dem 1988 seine Mingus-Hommage Mingus - Portraits In Six Colours, im Dezember 1990 das Album Utems from the Old Earth entstand.
Seit 1979 tritt Ottaviano auch als Solist auf und arbeitete mit zahlreichen Jazzmusikern zusammen wie Dizzy Gillespie, Art Farmer, Mal Waldron, Albert Mangelsdorff, Chet Baker, Enrico Rava, Barre Phillips, Keith Tippett, Steve Swallow, Irene Schweizer, Kenny Wheeler, Henri Texier, Paul Bley, Aldo Romano, Myra Melford, Tony Oxley, Misha Mengelberg, Han Bennink, Trilok Gurtu, Pierluigi Balducci, der koreanischen Formation  Samulnori und den Singing Drums von Pierre Favre. Er trat auf vielen amerikanischen und europäischen Jazzfestivals auf, wie dem Berliner Total Music Meeting,  dem Chicago Jazz Festival, den Donaueschinger Musiktagen, dem JazzFest Berlin und dem  Jazz Festival Willisau.
Als Musikpädagoge hielt er Kurse am Creative Music Studio in Woodstock und an Konservatorien in Mexiko-Stadt, Wien und Groningen sowie an freien Kultureinrichtungen in Urbino, Cagliari, Florenz, Siracusa und Rom. Roberto Ottaviano ist auch Autor des Buches The Sax: The Instrument, the History, the Protagonists, veröffentlicht im Verlag F. Muzzio, Padua 1989. Außerdem unterrichtet er Jazzmusik am Konservatorium N. Piccinni in Bari.

## Diskographische Hinweise
- Arrigo Cappellatti/Roberto Ottaviano Quartet: Samashi (Splasc(h), 1986)
- Mingus - Portraits in six Colours (Splasc(h), 1988)
- Items from the Old Earth (Splasc(h), 1990)
- Above Us (Splasc(h), 1990)
- Hybrid and Hot (Splasc(h), 1995) mit Tom Varner, Michel Godard, Gianluca Petrella, Marcell Magliocchi
- Black Spirits Are Here Again (DIW, 1996) mit Mal Waldron
- Live in Israel (Soul Note, 2001) mit Giorgio Vendola, Roberto Dani
- Roberto Ottaviano Quarktet: Sideralis (Dodicilune Dischi; 2017)
- Resonance and Rhapsodies (Dodicilune, 2020)
- Roberto Ottaviano, Roberto Gallo & Ferdinando Faraò: Lacy in the Sky with Diamonds (2024)